# Рувитунтун
Рувитунтун — подводная гора в районе Маршалловых островов в Тихом океане, представляющая собой гайот — подводный потухший вулкан с плоской верхушкой.

## История
На Рувитунтуне найдены разнообразные останки древних живых организмов времён аптского и кампанского ярусов, включая рудистов. Также здесь обнаружено большое количество известняка и базальта.

## Геология
Для данного региона характерно множество гор с плоской вершиной, поднимающихся со дна океана, с глубины 1000—2000 м. Такие горы называют гайотами; предполагается, что они порождаются горячими точками Маршалловых островов и островов Туамоту. Всего таких гайотов в водах Маршалловых Островов сорок три.